# Контрацептив

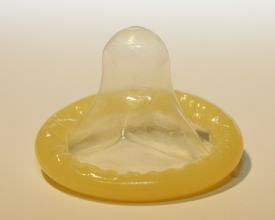
Презерватив захищає від небажаної вагітності та захворювань, що передаються статевим шляхом

Контрацепти́в — речовина або пристрій, що запобігає вагітності: засіб контрацепції. Контрацептиви мають різну ефективність (вимірюється індексом Перля), залежно від сумлінності дотримання правил використання та механізмів їх дії, таких як:
- хірургічне перекриття репродуктивних каналів, якими рухаються гамети (стерилізація є найефективнішим методом: за чоловічої (вазектомії) блокуються сім'явивідні протоки, за жіночої — фаллопієві труби), і статеві клітини не можуть зустрітися.
- механічне перекриття спермі шляху до шийки матки (презервативи збирають еякулят у собі, а діафрагми, ковпачки, контрацептивні губки (зазвичай зі сперміцидами), вставлені вагінально, затримують еякулят, не даючи йому потрапити в шийку.
- гормональний (імплантати, кобміновані оральні контрацептиви, трансдермальні пластирі, чоловічі гормональні контрацептиви).
- комбінований (внутрішньоматкові спіралі залежно від складу (нейтральні, мідні чи гормональні) перешкоджають руху яйцеклітини, не дають їй прикріпитись до стінки матки чи роблять слиз надто густим для просування сперматозоїдів.
- уникнення коїтусу у фази менструального циклу, коли яйцеклітина незріла (цервікальний метод, метод базальної температури та інші).
- статевий акт у час, коли жінка фізіологічно неплідна (метод лактаційної аменореї, менопауза).
- заміна пенісо-вагінального сексу іншими сексуальними практиками, або ж утримання.

## Вимоги до контрацептивів
Контрацептивні засоби повинні:

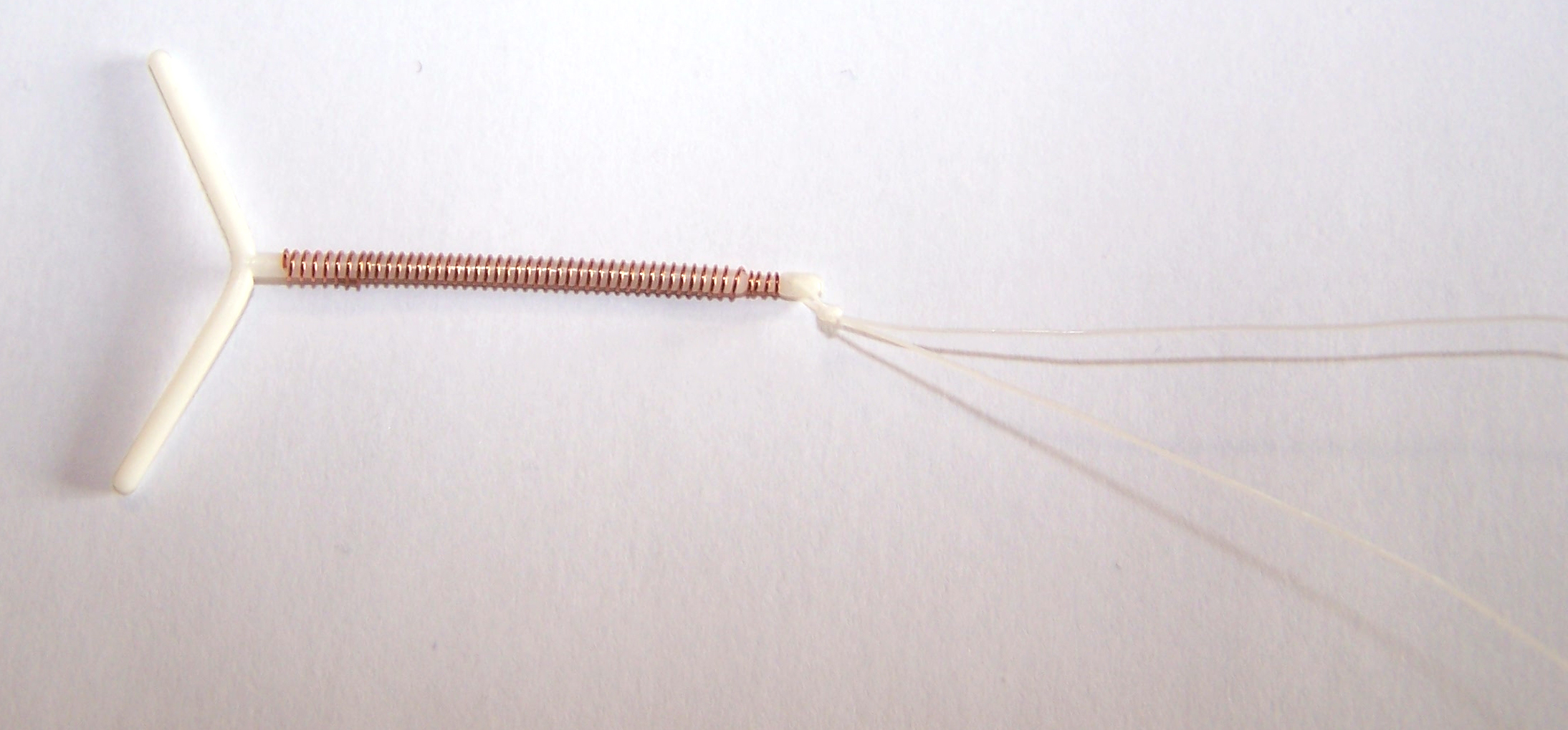
Внутрішньоматкова спіраль

- мати високу контрацептивну активність;
- не здійснювати патологічного впливу на організм жінки й статевого партнера;
- не мати тератогеної дії на наступне потомство (дії, що приводить до уроджених вад розвитку);
- бути простими у вживанні;
- мати оборотність дії (забезпечувати лише тимчасовий контрацептивний ефект);
- бути доступними й недорогими, а також естетичними й конфіденційними.

## Додаткові матеріали
- Сучасні аспекти застосування комбінованих оральних контрацептивів (№ 04 2008р) [Архівовано 17 серпня 2011 у Wayback Machine.]
- О. А. Погорілець, к.м.н., Л. В. Деримедвідь, д. м. н., В. Ф. Осташко, О. Ф. Пімінов, д.ф.н., НФаУ

Фармацевтическая опека: применение пероральных гормональных контрацептивов (№ 02 2003р) [Архівовано 8 березня 2018 у Wayback Machine.]
- И. А. Зупанец, Н. В. Бездетко, О. В. Грищенко Национальный фармацевтический университет, Харьковская медицинская академия последипломного образования Контрацептивные средства на фармацевтическом рынке Украины (№ 23 1999р) [Архівовано 14 листопада 2004 у Wayback Machine.]
- Александр Листопад Современные методы контрацепции: проблема выбора (№ 07 2007 р.) [Архівовано 4 березня 2016 у Wayback Machine.]
- Современные методы контрацепции: проблема выбора (№ 08 2007 р.) (Продолжение) [Архівовано 4 березня 2016 у Wayback Machine.]
- Мужская контрацепция — завтрашний день! (№ 11 2007г.) [Архівовано 17 серпня 2011 у Wayback Machine.] Е. Г. Щекина, Национальный фармацевтический университет
- Гормональные контрацептивы — прошлое и настоящее (№ 16 2000г.) [Архівовано 4 березня 2016 у Wayback Machine.]
- Т. В. Торхова, доцент кафедры технологии лекарств и клинической фармации Киевской медицинской академии последипломного образования им. Щупика